# (6008) 1990 BF2
1990 بي أف 2 (ويعرف أيضًا باسم (6008) 1990 بي أف 2 وفق تسمية الكوكب الصغير) (بالإنجليزية: 1990 BF2)‏ هو كويكب ضمن حزام الكويكبات؛ وترتيبه 6008 من حيث الاكتشاف.
اكتُشف هذا الجُرم الفلكي بواسطة هيروشي كانيدا في 30 يناير 1990.

## وصلات خارجية
- (6008) 1990 BF2 في قاعدة بيانات مختبر الدفع النفاث لأجرام النظام الشمسي الصغيرة

- الاكتشاف · مخطط المدار ·  العناصر المدارية · المعلمات المادية

- (6008) 1990 BF2 على موقع ويكي سكاي: DSS2, SDSS, GALEX, IRAS, Hydrogen α, X-Ray, Astrophoto, Sky Map, Articles and images